# Война Доминиона
Война Доминиона (англ. Dominion War) — это расширенная сюжетная концепция, разработанная в нескольких сюжетных линиях сериала «Звёздный путь: Глубокий космос 9», американского научно-фантастического телесериала, созданного Paramount Pictures. В вымышленной вселенной «Звёздный путь» Война Доминиона представляет собой конфликт между силами Доминиона, Кардассианского союза и, в конце концов, Конфедерации бринов против Объединённой федерации планет Альфа-квадранта, Клингонской Империи и, позже, Ромуланской Звездной Империи. Война происходит в последних двух сезонах сериала, но постепенно выстраивается до в течение пяти предыдущих сезонов.
Основным местом действия сериала является управляемая Звёздным Флотом космическая станция «Глубокий космос 9», расположенная рядом со входом в стабильную червоточину недалеко от планеты Баджор. Баджорская червоточина обеспечивает мгновенное путешествие в Гамма-квадрант, регион на другом конце галактики. Во втором сезоне «Глубокого космоса 9» представлен Доминион, могущественная империя в Гамма-квадранте; а в течение второго и третьего сезонов раскрывается больше информации о Доминионе. Конфликт обостряется в течение четвёртого и пятого сезонов, когда Доминион проникает в силы Альфа-квадранта и в конечном итоге заключает союз с Кардассией; открытая война начинается в конце пятого сезона, когда Доминион ненадолго оккупирует станцию «Глубокий космос 9», и продолжается до тех пор, пока Доминион не будет окончательно побежден в финале сериала.
Линию Войны Доминиона представляет тему, которая бросает вызов ценностям персонажей, чего не было в более ранних сериях франшизы «Звёздный путь». Развитие сюжета Войны Доминиона также изменило то, как был написан сценарий сериала, сместив акцент с эпизодического на сериализованный, повествовательный формат.

## Краткое содержание
В пилотной серии «Эмиссар» Объединённая федерация планет отправляет командира Бенджамина Сиско, чтобы он принял командование космической станцией «Глубокий космос 9». Во время серии выясняется, что станция расположена рядом со стабильной червоточиной, соединяющей Альфа-квадрант с Гамма-квадрантом Галактики Млечный Путь, на расстоянии почти 70 000 световых лет. Станция «Глубокий космос 9» перемещается с орбиты планеты Баджор в конечную точку червоточины в Альфа-квадранте, чтобы предъявить претензии. Звездолёты начинают заходить в червоточину, чтобы исследовать, колонизировать и торговать. Экипажи кораблей не подозревают, что входят в область космоса, контролируемую Доминионом, союзом планет, организованным силой и запугиванием.
Во втором сезоне Кварк, бармен-ференги, посланный его правительством для начала торговых переговоров в Гамма-квадранте, вступает в контакт с кареммой, расой членов Доминиона. Некоторое время спустя он и Сиско попадают в плен к Джем'Хадар, солдатам Доминиона. Их спасают, но Джем'Хадар уничтожает корабль Федерации USS Odyssey и баджорские колонии в Гамма-квадранте в качестве предупреждения не возвращаться в пространство Доминиона. Вскоре выясняется, что раса оборотней, известная как «Меняющиеся» или «Основатели», является правителями Доминиона. Кардассианские и ромуланские спецслужбы, Обсидиановый Орден и Тал Шиар пытаются уничтожить Основателей, чтобы защитить Альфа-квадрант, но их планы рушатся из-за проникновения Меняющихся, а их флот попадает в засаду и уничтожается.
Основатели начинают кампанию саботажа и террора против Альфа-квадранта, в результате чего многие правительства опасаются лазутчиков-меняющихся, способных принимать любую физическую форму. Когда Земля подвергается нападению, группа офицеров Звёздного Флота незаконно пытается ввести военное положение в сердце Федерации. Клингонская империя вторгается в Кардассию, ошибочно подозревая, что Доминион влияет на её правительство; эта идея, как оказалось, была подброшена лазутчиком-меняющимся, выдававшим себя за Мартока, влиятельного клингонского генерала. Вторжение в Кардассию приводит к распаду союза Федерации с клингонами. Основатели подбрасывают ложные сведения о том, что это клингонский канцлер Гаурон, который является меняющимся, намеревался побудить Федерацию убить Гаурона и ещё больше усилить раскол между Федерацией и клингонами. План Основателей терпит неудачу, когда группа убийц во главе с Сиско понимает, что Марток, а не Гаурон, был настоящим оборотнем.
Опальный кардассианский офицер Дукат заключает союз между Кардассией и Доминионом, устанавливая плацдарм Доминиона в Альфа-квадранте в обмен на то, что он становится правителем Кардассии. Осознавая опасность, Федерация и клингоны объединяют усилия, чтобы замедлить наращивание Доминиона. Сотрудничают, чтобы установить минное поле напротив входа в червоточину и предотвратить дальнейшее вторжение. Тем не менее, Доминион начинает наступать, и шестнадцать контролируют станцию «Глубокий космос 9». После непродолжительного отступления Сиско успешно возвращается на космическую станцию, но более широкий конфликт продолжается. Новые неудачи мешают альянсу Альфа-квадранта, поскольку дополнительные расы, такие как Брин, предлагают свою поддержку Доминиону. В поисках победы применяется сомнительная тактика: Сиско использует сфабрикованные разведданные и убитого сенатора, чтобы убедить ромуланцев вступить в союз с Федерацией. Агентство секретных операций Федерации, Секция 31, распространяет искусственный вирус среди Основателей. Преемник Дуката на посту кардассианского лидера, Дамар, начинает успешное движение сопротивления против Доминиона. В ответ Доминион пытается устроить геноцид всей кардассианской расе. В конце концов, Доминион вынужден вернуться на планету Кардассия Прайм, где он отрезан от подкреплений. Командующий Меняющийся сообщает Одо, перебежчику-меняющемуся на стороне Федерации, что они будут сражаться до конца, чтобы предотвратить любую контратаку альянса в Гамма-квадрант. Одо уверяет её, что Федерация этого не сделает, в то время как другие стороны будут слишком слабы для этого. Одо излечивает её от болезни, поразившей её и других Основателей, с помощью полученного им противоядия, и Доминион соглашается сдаться.

## Замысел
В 2002 году продюсер сериала «Звёздный путь: Глубокий космос 9» Ира Стивен Бер заявил, что в отличие от некоторых сюжетов, возникших из одной небольшой идеи, создание злодея и сюжетной линии Доминиона были «очень продуманными». Самое раннее упоминание о Доминионе было намеренно пдобавлено в комическом эпизоде второго сезона Ференги «Правила приобретения», чтобы у аудитории сложилось впечатление, «насколько это может быть важно?» Было решено, что Гамма-квадранту потребуется атмосфера, которая отличала бы его от Альфа-квадранта. Доминион был упомянут во второй раз в более позднем эпизоде второго сезона «Святилище», но на этот раз намекалось, что они были агрессивной силой. Продюсеры хотели изобразить этот регион как нечто иное, чем «неизведанный космос», и избежать повторения приключений сериала «Звёздный путь: Следующее поколение» с другой серией сюжетов, сосредоточенных в первую очередь на темах исследования. После 18 месяцев показа сериала «Глубокий космос 9» продюсеры решили охарактеризовать Доминион как «антифедерацию». Сценарист и редактор сценария Роберт Хьюитт Вулф объяснил, что этот шаг также отличает «Глубокий космос 9» от его сериала-преемника, «Звёздный путь: Вояджер», в котором затерянный корабль Федерации пересекает хаотичный и разделенный Дельта-квадрант Млечного Пути.
Вместо того, чтобы ввести одну инопланетную расу, были представлены сразу три: Меняющиеся, Ворта и Джем'Хадар. Эти трое должны были представлять конфронтации древних цивилизаций, сплоченных страхом, в отличие от единства Федерации, основанного на узах дружбы. Бер, Вулф, писатель Питер Аллан Филдс и Джим Крокер посещали встречи, чтобы разработать концепции этих видов, и нашли общее вдохновение в романах Айзека Азимова «Трилогия Основания». Ближе к концу второго сезона исполнительный продюсер производства Майкл Пиллер предложил идею о том, что Основатели Доминиона являются расой, к которой принадлежит Одо, и обнаружил, что Бер и Вулф также обсуждали эту возможность. Этот персонаж появился без своего истинного происхождения. Пиллер утверждает, что попытка создать нового злодея была одной из самых сложных задач, которые он выполнял в своей работе над «Звёздным путём». Вулфс видит сходство между вымышленными Основателями и Римской империей в том, что этот вид сначала использует дипломатию, обман и культурный империализм для достижения своих целей, прежде чем в конечном итоге прибегнуть к принуждению. Вулф также охарактеризовал Доминион как империю «кнута и пряника», где Ворта предлагает пряник, а Джем'Хадар держит кнут.
По словам писателя Рональда Д. Мура, соавтор Рик Берман изначально планировал, что Война Доминиона будет в центре внимания трёх или четырёх эпизодов, но Бер намеревался все время расширять сюжетную линию. Мур заявил, что Берман иногда расспрашивал сценаристов о степени насилия, включённого в некоторые эпизоды. Берман также выразил обеспокоенность по поводу изображения долгосрочных последствий для главных героев, таких как потеря ноги персонажем в седьмом сезоне. Сценаристы выступали за рост насилия, утверждая, что это было оправдано с точки зрения сюжетных линий, подробно описывающих развитие Войны за Доминион. Пиллер поддержал идею о том, что последствия прошлых серий должны продолжать ощущаться, и что персонажи должны «узнать, что действия имеют последствия», даже если такие последствия приведут в направлениях, которые Пиллер изначально не представлял себе, когда станция «Глубокий космос 9» остаётся в игре..[9][10] Мур заявил, что съёмки сериала «Звездный путь: Вояджер» заняли у Бермана и Пиллера больше времени, чем в третьем сезоне «Глубокого космоса 9», что позволило Беру более успешно защищать свои творческие решения Мур заявил, что съёмки "Звездного пути: Вояджер" занимали больше времени Бермана и Пиллера, чем третий сезон "Глубокий космос 9", что позволило Беру более успешно отстаивать свои творческие решения.. После завершения сериала «Звёздный путь: Следующее поколение» сценаристы могли посвятить больше времени работе над сценариями для «Глубокого космоса 9». Сценаристы восхищались методами написания сценариев, использованными в «Звёздном пути: Оригинальный сериал» : Мур цитирует эпизод «Поручение милосердия» (1967) как сильное влияние на его отношение к войне за Доминион.

## Разработка
Сюжет Войны Доминиона представлен в виде последовательности более коротких сюжетных линий, которые охватывают сезоны со второго по седьмой в сериале «Звёздный путь: Глубокий космос 9» и редакционно связаны решениями продюсеров и сценаристов.

### Второй сезон: Знакомство с Доминионом
После концептуальных совещаний сценаристы начали добавлять намёки на Доминион в эпизоды второго сезона. Намерение состояло в том, чтобы постепенно повышать осведомленность аудитории о том, что за внешне безобидными событиями в Гамма-квадранте стоит большое и всепроникающее государство. Доминион и его методы раскрываются в трёх сериях сезона.
«Правила приобретения» знаменуют собой первое упоминание о Доминионе, когда ференги Кварк слышит шёпот о мощном союзе цивилизаций в Гамма-квадранте, с которым он может торговать. Диалог, который кажется несущественным в рамках беззаботного эпизода, был запланирован, чтобы в конечном итоге создать серьёзные изменения в динамике сериала «Глубокий космос 9».
Когда расы Альфа-квадранта начинают колонизировать планеты в Гамма-квадранте и об их присутствии становится известно, тревожные сообщения указывают на то, что то, что Доминион не может получить с помощью торговли, насильственно захватывается. Эти сообщения подтверждаются в серии «Святилище», когда в Альфа-квадранте появляется большой флот кораблей Скрриа в поисках новой родины, после завоевания их родной планеты силами Доминиона. Действия Доминиона контрастируют с реакцией обычных персонажей на беженцев из Скрии. Исполнительный продюсер Майкл Пиллер предположил, что сюжет вызвал дебаты в реальном мире вокруг «Калифорнийского предложения 1994 года № 187», калифорнийского закона о правах нелегалов.
Финал второго сезона, «Джем'Хадар», позволил писателю Роберту Хьюитту Вулфу удивить аудиторию и бросить вызов их мнению относительно безопасности Федерации и Звёздного флота, когда USS Odyssey, звездолёт класса Galaxy, похожий на «Энтерпрайз» из сериала «Звёздный путь: Следующее поколение», побежден и уничтожен. Выясняется, что Доминион представляет собой безжалостную империю, использующую методы «кнута и пряника» для контроля над другими, при этом решающую роль играют три отдельные расы. Ударные отряды Джем'Хадар Доминиона захватывают командира Сиско, Кварка и инопланетянку по имени Эрис, которая позже идентифицируется как двойной агент и один из Ворта, переговорщиков и администраторов Доминиона. Джем'хадар отправляют своего представителя на станцию «Глубокий космос 9» с сообщением, что дальнейшие вторжения в пространство Доминиона недопустимы, и передают майору Кире Нерис список колоний и кораблей, уже уничтоженных во время вторжения. Федерация отправляет спасательную команду, которая возвращает группу Сиско на станцию, но, отступая обратно в Альфа-квадрант, корабль джем'хадар начинает атаку камикадзе на «Одиссею», что приводит к уничтожению обоих кораблей.

### Третий сезон: Знакомство с основателями
В третьем сезоне Рональд Д. Мур и другие начали регулярно писать для сериала «Звёздный путь: Глубокий космос 9» после завершения сериала «Звёздный путь: Следующее поколение». Роберт Хьюитт Вулф присоединился к Айре Стивену Беру в написании сценариев для серий, развивающих сюжетную линию Доминиона, начиная с «Поиска». Бер стал полноправным исполнительным продюсером в середине сезона, после ухода Майкла Пиллера.
В открытии сезона, состоящем из двух частей, в серии «Поиск» командир Сиско возвращается из штаб-квартиры Звёздного флота на Земле на звездолёте USS «Дефайент» . Исполнительному продюсеру Рику Берману нужно было убедиться, что появление «Дефайента» не отвлечет зрителей от главного звездолёта последних сезонов «Звёздного пути» «USS Вояджер NCC-74656». Решение было принято исходя из того, что корабль необходим для обеспечить возможность для историй, связанных с космической станцией «Глубокий космос 9», и что такому кораблю понадобится потенциал, чтобы противостоять Джем'Хадар, которые уже были изображены уничтожающими большие корабли. Исследование аудитории также показало, что молодые зрители-мужчины надеялись на более ориентированные на действие эпизоды с большей опасностью.
Истории третьего сезона Доминион исследуют связь между Одо и его людьми, а также их противоречивое отношение к «твёрдым» разумным формам жизни. В серии «Поиск» звездолёт «Дефайент» входит в Гамма-квадрант с мирной миссией, чтобы найти Основателей, при этом выясняется, что Основатели той же расы, что и Одо. Несмотря на горячее желание вернуться в свой дом, Одо находит философию своего народа, «то, что вы можете контролировать, не может причинить вам вреда», отвратительной, и просит вернуться в Альфа-квадрант. И в конечном итоге присоединится к ним.
Ещё одна грань Доминиона была оценена более внимательно в третьем сезоне – Джем'Хадар. В серии «Заброшенные» юный Джем'Хадар находится в одиночестве и взрослеет под руководством Одо. Экипаж станции «Глубокий космос 9» становится свидетелем того, как Джем'Хадар с трудом приспосабливается к обществу с правилами, отличными от правил его родной культуры. Эйвери Брукс, режиссёр этой серии, подчеркнул эту историю как метафору афроамериканских подростков 20-го века, их борьбу с зависимостью и насилием, их интеграцию в американское общество и то, как их воспитание может способствовать этим проблемам. Брукс заверил, что Одо продолжал поддерживать взрослеющего Джем'Хадар, несмотря на регресс инопланетянина к обычаям Доминиона, в качестве комментария к тому, как современное общество должно взаимодействовать с молодёжью.
В серии «Невероятная причина» состоит из двух частей, посвящённых поиску родного мира Основателей, которое заканчивается в серии «Жребий брошен». После первого контакта с Основателями Обсидиановый Орден (секретная кардассианская разведка) объединяется с Тал Шиар, своим ромуланским аналогом, и наносит секретный упреждающий удар, чтобы уничтожить родной мир Основателей, надеясь, что Основатели и остальная часть Доминиона рухнет. Доминион успешно заманивает флоты Тал Шиар и Обсидианового Ордена в ловушку, уничтожая обе организации. Сюжет создаёт атмосферу подозрительности среди сил Альфа-квадранта, вызванную способностью оборотней принимать другие личности, что составляет основу сюжетов четвёртого сезона.
Финал третьего сезона оказался существенно отличающимся от концептуального видения съёмочной группы. Paramount не поддержала идею клиффхэнгера в конце сезона, который раскрыл бы присутствие оборотней на Земле. Чтобы продолжить тему паранойи об оборотнях и Доминионе, сценарий «Противника» был вместо этого создан для организации охоты на Основателя на борту «Дефайента», включая некоторые элементы повествования, изначально предназначенные для начала четвёртого сезона, предлагая более автономный сюжет и использование существующих наборов для снижения производственных затрат.

### Четвёртый сезон: Проникновение основателей и политическая дестабилизация
Рик Берман, Роберт Хьюитт Вулф и Айра Стивен Бер изначально рассчитывали открыть четвёртый сезон эпизодом, состоящим из двух частей, перенесённым с конца третьего сезона, который в конечном итоге стал сериями «Фасад» и «Потерянный рай». Paramount определила, что сценаристам нужно придумать совершенно другое начало, чтобы удовлетворить аудиторию, но без конкретных инструкций. Производственный персонал решил начать сюжетную линию, основанную на подозрениях между Федерацией и клингонами, что в конечном итоге привело к конфликту между бывшими союзниками, который был вдохновлен строкой из эпизода третьего сезона «Жребий брошен». Когда клингоны снова появятся, Берман предложил вернуть персонажа из сериала «Звёздный путь: Следующее поколение», Клингона Ворфа, в качестве постоянного офицера на борту космической станции «Глубокий космос 9». Хотя и новый сюжет, и персонаж предлагали интересные возможности, продюсеры чувствовали, что их видение сериала «Звёздный путь: Глубокий космос 9» было отложено почти на год.
Четвёртый сезон начинается с серии «Путь воина», который знаменует собой прибытие Ворфа. Этот эпизод - один из немногих в этом сезоне, в которых исследуются темы подозрительности и паранойи и их влияние на общество и отношения, переходящие в серии «Фасад» и «Потерянный рай». После событий «Жребий брошен» опасения по поводу личности меняющихся-лазутчиков приводят клингонов к подозрению в причастности Доминиона к новому кардассианскому гражданскому правительству. Их отказ прекратить вторжение, даже после того, как причастность Доминиона была опровергнута, приводит к военной конфронтации и дипломатическому краху, и клингоны пытаются захватить станцию «Глубокий космос 9». Похоже, это способствует достижению цели Основателей по дестабилизации Альфа-квадранта в качестве прелюдии к их собственному вторжению.
В «Клятве Гиппократа» персонажи доктора Башира и шефа О'Брайена обсуждают лечение группы солдат Джем'Хадар от зависимости в надежде, что они восстанут против Доминиона. Ведутся дискуссии о личности истинного врага, границах службы и ответственности солдат за действия своих лидеров. «На смерть» далее исследует темы солдатского долга и верности и противопоставляет противоположные правила дисциплины, которые регулируют офицеров Звеёздного Флота и войска Джем'Хадар. Кроме того, в этом эпизоде появляется представитель Ворта Вейун, который станет самым известным ворта в последующих частях сериала.
В серии «Фасад» недоверие, вызванное оборотнями, продолжается: капитан Сиско подозревает своего собственного отца и рекомендует объявить чрезвычайное положение на Земле. В «Потерянном рае» некоторые офицеры Звёздного флота идут дальше и пытаются совершить государственный переворот против президента Федерации после того, как выясняется, что оборотни проникли на Землю и совершили террористическую атаку. Это приводит к вооружённому конфликту между кораблями Звёздного Флота впервые за столетие, согласно временной шкале вселенной «Звёздного пути». Сиско может заставить адмирала Лейтона отказаться от своих усилий по введению военного положения, сказав ему: «Вы ведете не ту войну!» Любимая фраза Бера из этого эпизода: «Рай никогда не казался таким хорошо вооруженным», подчеркивая один из многих случаев, когда «Глубокий космос 9» указывал на практические проблемы, связанные с поддержанием мирной культуры Федерации, и на моральный или аморальный выбор, сделанный для достижения этого идеала.

### Пятый сезон: Подготовка к тотальной войне
В пятом сезоне вторжение Доминиона в Альфа-квадрант набирает обороты, появляясь в таких эпизодах, как «Восстание Апокалипсиса», «В тени чистилища», «Светом ада» и «Пламя славы». Роберт Хьюитт Вулф и Айра Стивен Бер снова были ответственны за основные эпизоды пятого сезона, касающиеся Доминиона.
В открытии пятого сезона «Восстание Апокалипсиса» Одо обнаруживает, что его раса способна обманывать себе подобных, а также «твердых», когда его заставляют поверить, что клингонский канцлер Гоурон - меняющийся, а не генерал Марток. Этот сюжет был запланирован, чтобы сместить фокус эпизодов сериала «Звёздный путь: Глубокий космос 9» обратно на борьбу с Доминионом, которая была отложена в более ранних производственных обсуждениях с Paramount в пользу привлечения Ворфа и клингонов.
В «В тени чистилища» выясняется, что доктор Башир был похищен, заключён в тюрьму на несколько недель, а тем временем заменен Меняющимся. Оборотень дважды саботирует попытки закрыть Червоточину и пытается уничтожить баджорское солнце, оставляя путь флотам Доминиона открытым для входа в Альфа-квадрант. В следующей серии «Светом ада», кардассианцы становятся членами Доминиона, а Федерация и Клингонская Империя решают отбросить взаимное недоверие и объединиться против общей угрозы. Гарнизон клингонских войск под командованием настоящего генерала Мартока, спасенного из заточения Доминиона вместе с Баширом, размещен на станции «Глубокий космос 9». В серии «Пламя славы» персонажи сталкиваются с проблемой этнической чистки, когда маки - группа сопротивления бывших граждан Федерации, ныне живущих в кардассианском пространстве, - преследуются и просят помощи у Сиско, который раньше критиковал их методы.
В финале пятого сезона в серии «Призыв к оружию», создаётся сцена для начала полномасштабной войны между Доминионом и Федерацией в течение последних двух сезонов «Глубокого космоса 9». Когда Доминион начинает посылать корабли через Червоточину, союзники из Альфа-квадранта строят минное поле у её входа, чтобы перерезать линию снабжения. Сюжет рассматривает вопрос о том, лучше ли планете Баджор встать на сторону своих друзей из Федерации или оставаться нейтральными в грядущей войне, чтобы защитить себя. Сиско убеждает их, что нейтралитет - благоприятный курс.

### Шестой сезон: Ход войны
Шестой сезон, рассказывающий о беспорядках во время Войны Доминиона, затрагивает темы моральных дилемм конфликта. Новые элементы сюжета позволили сериалу «Звёздный путь: Глубокий космос 9» исследовать темы, отличающиеся от предыдущих сериалов «Звёздного пути», поскольку персонажи вынуждены переоценивать свои убеждения. Авторы решили начать сезон с шестисерийной линии, что произошло первый раз в истории «Звёздного пути».
Рик Берман изначально предполагал, что Война Доминиона продлится ограниченное количество серий с быстрым разрешением. Планируя линию, Айра Стивен Бер, Рональд Д. Мур и сценаристы задумали более длинную цепочку из первых пяти, а затем шести связанных серий, длящихся от серии «Время стоять» до серии «Жертвоприношения ангелов», поскольку темы повышали требования к дальнейшему развитию повествования. Ни один сценарист ранее не участвовал в сериале, включающем темы такой длины. Мур, Бер и начинающий партнёр по сценарию и продюсер-супервайзер Ханс Баймлер заявили, что в результате процесс написания, с большим сотрудничеством и взаимодействием, изменился по сравнению с предыдущими сезонами «Глубокого космоса 9». Потенциал для сериализации, который Рик Берман увидел с самого начала сериала, был реализован в результате накопления множества сюжетных линий, которые сформировали Войну Доминиона.
Возвращение Гула Дуката в качестве командира станции «Глубокий космос 9», контролируемого Доминионом, позволило сценаристам противопоставить космическую станцию в воображении публики, её воплощению в качестве бывшего кардассианского горнодобывающего предприятия. Бывший боец сопротивления майор Кира Нерис изображена переосмысливающей свои этические нормы, когда она вступает на путь сотрудничества в серии «Скалы и отмели». Но самоубийство баджорского монаха напоминает ей о её собственной ситуации. В «Скалах и отмелях» сериал также пересматривает темы ведения войны, поскольку Сиско считает нормальным устраивать засады на солдат, которых бросило начальство. В «Время стоять» и «За линиями» персонаж Одо разрывается между доверием, оказанным ему Кирой и баджорцами, и своим статусом Основателя, когда он присоединяется к совету Доминиона станции «Глубокий космос 9», а затем отказывается помочь своим товарищам в критический момент.
Удача снова меняется на противоположную в шестом сезоне, когда Звёздный флот повторно захватывает станцию «Глубокий космос 9» в заключительных эпизодах вступительной темы в сериях «Отдайте предпочтение смелым» и «Жертвоприношение ангелов. Звездолёт «Дефайнт» в одиночку пытается сдержать тысячи кораблей Доминиона, проходящих через Червоточину. Вмешательство Пророков Червоточины, которых баджорцы считают богами, заставляет персонажей задуматься о вопросах веры и судьбы. Писатель Ганс Баймлер хотел включить мифологические аллюзии, заявив: «Это трагический герой. Герой [Сиско] берет на себя ответственность за других, но не обязательно находит в результате покой». Айра Стивен Бер сравнивает Сиско с библейском персонажем Моисеем, которому не удается достичь Земли Обетованной, и к персонажу Итана Эдвардса из вестерна «Искатели» (1956), который пренебрегает возвращением к своей семье после выполнения своей задачи. Было определено, что эта грань характера Сиско оправдывает использование божественного вмешательства для устранения угрозы Доминиона: флот исчезает, и Федерация восстанавливает контроль над станцией «Глубокий космос 9». Поражение стоит Дукату его психического здоровья, жизни его дочери, Торы Зиял, и его статуса кардассианского лидера. Дукат - первый, но не единственный персонаж шестого сезона, который столкнулся с болью потерь в конфликте. Позже, в финале шестого сезона «Слезы пророков», Ворф теряет свою жену Джадзию Дакс, когда её убивает Дукат.
Хотя темы смерти очевидны, в серии «Далеко за пределами звёзд» подробно рассказывается, как Сиско справляется с потерей друга на более глубоком психологическом уровне. Испытывая видения себя, сталкивающегося с расовой дискриминацией чернокожих американцев в 1950-х годах, Сиско интерпретирует полезные параллели, связанные с его жизнью на станции. Реакция Сиско на количество погибших во время Войны Доминиона повторно исследуется в «В бледном лунном свете».
Кроме того, в шестом сезоне представлена «Секция 31», секретная организация, занимающаяся сохранением принципов Федерации независимо от стоимости и легитимности её методов. В серии «Инквизиция» персонаж доктора Башира отказывается присоединиться к «Секции 31» и сообщает о её действиях, но все же размышляет о её значении: «Но что это говорит о нас? Что мы ничем не отличаемся от наших врагов? Плевать, мы готовы отказаться от наших принципов, чтобы выжить?» Сиско отвечает: «Хотелось бы, чтобы у меня был для вас ответ».
«В бледном лунном свете» рассматривается аналогичная моральная дилемма, когда Доминион захватывает важную планету Федерации, Бетазед. Покорение знакомой зрителям планеты было использовано, чтобы усилить чувство опасности и ставки для персонажей. В этой серии Сиско поровоцирует заговор, призванный улучшить военную ситуацию, что в конечном итоге приводит к убийству персонажа Элима Гарака. В контексте Войны Доминиона решено скрыть правду для общего блага. Сценарист Майкл Тейлор предположил: «Это показало, как сериал может действительно расширить «Звёздный путь». Он реалистично раздвигает границы, потому что решения, которые принимает Сиско, — это те решения, которые должны приниматься на войне, для всеобщего блага».

### Седьмой сезон: Конец войны
В седьмом сезоне показаны дальнейшие дилеммы конфликта. Продолжая традицию шестого сезона, сценаристы подумали об использовании линии, чтобы удовлетворительным образом завершить несколько нитей войны за Доминион, решив, что сериал «Звёздный путь: Глубокий космос 9» не может быть завершен только одним или двумя эпизодами. Была намечена линия из десяти серий, чтобы закончить седьмой сезон, Войну Доминиона и весь сериал, и по мере написания сценария были внесены дополнительные изменения.
Персонажи сталкиваются с проблемами геноцида: в серии «Предательство, вера и великая река» констебль Одо узнает о искусственном вирусе, который «Секция 31» распространила среди Основателей. А в серии «Когда идет дождь ...» узнает, что «Секция 31» заразил его, чтобы передать болезнь. В то время как доктор Башир поддерживает передачу Основателям лекарства, хотя другие в этом не убеждены.
В серии «Полутень» выясняется, что Доминион получает материально-техническую поддержку от Son'a, которые начинают производство лекарства Кетрацела белого, необходимого для Джем'Хадар. Другой противник обнаруживается, когда Конфедерация Бринов подписывает договор с Доминионом в серии «Пока смерть не разлучит нас». Для серии «Меняющееся лицо зла» сценаристы Айра Стивен Бер и Ханс Баймлер написали сцену второго удара по Федерации посредством нападения бринов на Землю. Позже, с добавлением своих новых союзников-бринов, Доминион вернул себе систему Чин'тока, в которой было уничтожено несколько кораблей клингонов, ромуланцев и Федерации, включая звездолёт «Дефайнт». Рональд Д. Мур заявил: «Мы хотели уничтожить «Дефайнт» как заявление о том, насколько крутыми были брины. Мы думали, что это потрясет персонажей и публику». Бер объясняет, что «... корабль стал персонажем, который засел в сердцах и умах людей ... когда «Дефайнт» затонул, это было больно».
Возобновление конфликта предоставило возможность осветить такие проблемы, как постконфликтная психологическая травма в серии «Осада AR-558» и травма, когда персонаж Нога подвергается ампутации ноги в серии «Это всего лишь бумажная луна» . Мур рассказал, что сюжет этой серии был согласован после «длительного спора» между Бером и создателем «Глубокого космоса 9» Риком Берманом, и что такие обсуждения были обычным явлением, когда учитывались военные потери. Мишель и Дункан Барретт воспринимали их, как намёки на травмы Первой мировой войны.
Концепция сопротивления вновь раскрывается в контексте Кардассии, а не Баджора. Легата Дамара всё больше и больше разочаровывает зашедший в тупик конфликт и его положение в качестве марионетки Доминиона. По мере того, как кардассианские военные потери растут, а контроль Доминиона над Кардассией усиливается, он становится алкоголиком и критикует власть Доминиона. Изначально Дамар должен был быть двойным агентом Федерации, но затем Мур предложил в качестве модели восстание рабов Спартака. Дамар создаёт подпольное движение сопротивления, заклеймлен как мятежник и скрывается. Кира, Гарак и Одо отправляются в качестве «технических советников», чтобы помочь ему в серии «Когда идет дождь…».
Отношения между кардассианцами и баджорцами, бывшими врагами, превратившимися в союзников, описаны в серии «Поверженные ветра», в котором группа Дамара и Киры отказывается от предубеждений и сотрудничает, чтобы захватить оружие . Продолжая в серии «Псы войны», Дамар вынужден выбирать между своими кардассианскими товарищами, упрямыми в своих убеждениях, и поддержкой Киры и других, которых он раньше считал врагами. Когда волна поворачивается против Доминиона, отрезанного от Гамма-квадранта и лишенного технологического преимущества, готовится последний бой. Меняющийся женского пола приказывает разрушить мегаполис Лакариан-Сити, чтобы заставить кардассианцев вернуться в строй, но вместо этого флот кардассианцев отказывается, передавая преимущество альянсу Альфа-квадранта. Следовательно, попытка истребления приводит к гибели 800 миллионов кардассианцев в результате бомбардировки Доминиона.
Намёки на геноцид контрастируют с этическими дискуссиями о искусственно созданной «болезни Основателей» и потенциальном излечении. В серии «Крайние меры» персонажи доктора Башира и шефа О'Брайена находят лечение в сознании агента «Секции 31» Лютера Слоана. Возникают моральные дебаты о том, что представляет собой геноцид. В то время как Башир поддерживает предоставление лекарства Основателям, Сиско решает, что болезнь следует оставить, чтобы она продолжала наносить вред мощной оппозиции. Однако в серии «Псы войны» Одо заявляет, что это равносильно геноциду его вида, и Башир обращается с ним. В обмен на мирную капитуляцию Доминиона и арест Женщины-меняющегося по обвинению в военных преступлениях Альянс Альфа-квадранта позволяет Одо исцелить остальных своих людей.
Баджорский договор подписывается на борту станции «Глубокий космос 9» в финале седьмого сезона «Что ты оставишь позади, часть II». Завершение темы «Войны Доминиона» стало развязкой «Глубокого космоса 9» как сериала и моментом для производственного персонала, чтобы решить судьбы главных героев. Берман и Бер согласились с Paramount, что последний эпизод сериала должен быть сосредоточен на человеческой драме, а не на эндшпиле Войны Доминиона. Мур считает, что производственному персоналу удалось добиться того, чтобы война в Доминионе послужила средством углубления характеристики. Хотя дальнейшие сюжеты были бы написаны по сценарию, если бы сериал продолжился в восьмом сезоне, Бер принял решение о войне за Доминион в конце седьмого сезона.

## Приём

### Бывшие актеры и производственный персонал
В 2007 году в интервью iF Джордж Такеи, сыгравший Хикару Сулу в сериале «Звёздный путь: Оригинальный сериал» и его фильмах, описал сериал «Звёздный путь: Глубокий космос 9» как «полную противоположность» Джина Родденберри. Писатель Д. К. Фонтана заявил в интервью, что Родденберри восхитился бы более поздним сериалом за его мрачные темы, имея в виду послужной список Родденберри во время Второй мировой войны.
Родденберри сомневался, что сериал, посвящённый темам, помимо исследования космоса, сможет выжить, и выразил недовольство первоначальными концепциями «Глубокого космоса 9», представленными ему в 1991 году. Рик Берман объяснил, что Родденберри, хотя и неизлечимо болен, дал ему свое благословение на его разработку, но у него не было возможности обсудить какие-либо идеи с Родденберри.

### Приём критиков
Джон Дж. О'Коннор, писавший для The New York Times в январе 1993 года, отметил, что предрелизная реклама сериала «Звёздный путь: Глубокий космос 9» предлагала «новую эру Звёздного пути», и добавил: «Добро пожаловать на тёмную сторону. Оптимистичный г-н Родденберри был неравнодушен к сюжетам, поднимающим моральные принципы. Новые создатели и исполнительные продюсеры, Рик Берман и Майкл Пиллер, снимают, так сказать, нечто более двойственное, менее совершенное». Перед началом четвёртого сезона О'Коннор не был уверен, что сериал адекватно затрагивает современные темы. Он писал: «Однако в этой концепции неизбежно присутствует элемент истощения. С окончанием холодной войны оптимизм Родденберри, возможно, кажется просто наивным, поскольку заголовки приносят новости о кровавых разногласиях между сербами и мусульманами, курдами и турками, израильтянами и палестинцами, ирландскими католиками и протестантами, и так далее по всему миру, который становится все более депрессивным. «Звёздный путь» предложил видение, которое перенеслось на 300 лет в будущее. Для слишком многих людей сегодня три года покажутся натяжкой».
Синтия Литтлтон, писавшая для Variety в 1998 году, резюмировала рейтинги, которые сериал получил в конце шестого сезона: «Глубокий космос 9, возможно, не получит такой же высокой ноты Нильсена, как «Следующее поколение», завершившее чрезвычайно успешный показ в 1994 году. Но DS9 вряд ли сбивается с пути. Сериал, который вышел в январе 1993 года, неизменно входит в тройку лучших первых выпусков по семейным и демографическим рейтингам».
В выпуске австралийского научно-фантастического журнала Frontier за 1999 год Энтони Леонг предположил, что в сериале «Звёздный путь: Глубокий космос 9» изначально не планировалось включать в себя сюжет военной истории. Он пошёл по пути того, как был разработан сюжет «Вавилона-5», признав при этом, что сценаристы «Глубокого космоса 9» разработали непрерывную сюжетную линию: «... создатель сериала редко представляет себе, как сериал будет развиваться с течением времени. Кроме того, творческий процесс в драматическом телевизионном сценарии имеет тенденцию быть органичным, поскольку события в сериале будут разворачиваться на основе событий, которые ему предшествовали, например, были ли предвидены его создателями войны с клингонами и Доминионом на станции «Глубокий космос 9», ещё в первом сезоне? Конечно, нет ... эти события развивались с течением времени благодаря вкладу его сценаристов».
В 2008 году Надер Эльхефнауи, автор The Internet Review of Science Fiction, утверждал, что, хотя и менее оцененный, чем другие научно-фантастические сериалы 1990-х годов, «Глубокий космос 9» создал интересный набор персонажей, «благодаря войне с Доминионом, во многом из самой богатой и захватывающей драмы в истории франшизы «Звёздный путь».
Оуэн Уильямс, пишущий для журнала Empire, полагает, что «Звёздный путь» в целом медленно адаптировался и развивался в соответствии с новыми тенденциями, при этом особо упомянув сериал: «... возможно, даже сериал DS9 стал только хорошим в ответом на Вавилон-5 ...» Адам Смит, главный автор статей Empire, прокомментировал в статье 2009 года: «Трудно выбрать лучшие эпизоды DS9, не упомянув истории, связанные с Войной Доминиона». Он сообщил, что серии «Поиск», «В бледном лунном свете» и «Далеко за звёздами» стали любимыми для сотрудников за то, что они изображают более мрачные темы и изменили направления.
«Звёздный путь: Глубокий космос 9» был номинирован Академией научной фантастики, фэнтези и фильмов ужасов на премию «Сатурн» с 1997 по 2000 год в категории «Лучший кабельный или синдицированный сериал». В каждом сезоне он был номинирован на премию «Эмми» в технических и художественных категориях. Обозреватель Cinescape Эндрю Хершбергер в 2003 году заметил отсутствие критического успеха научно-фантастического телевидения: «Никто из крутых не посмеет проголосовать за научно-фантастическое шоу [в номинации «Выдающийся драматический сериал»], в котором не было бы имени [Стэнли] Кубрика или Криса Картера... Если бы «Глубокий космос 9» был замешан, вы бы услышали настоящие жалобы по этому поводу».
В 2016 году обозреватель The Washington Post приветствовал сагу о войне Доминиона, как «самое богатое повествование во всей вселенной [Звёздного пути]».

### Научные перспективы
Академики отмечают, что сюжетные линии Войны Доминиона исследовали человеческую психику не меньше, чем космос. Линкольн Джерати хвалит финал сюжетной линии и «Звёздный путь: Глубокий космос 9» как сериал и считает, что это свидетельствует о том, как он пронизан духом «Звёздного пути», определяя тему двусмысленности как часть своего продолжающегося повествования. Карин Блэр, писавшая в 1997 году во время пятого сезона, считала, что сериал отражает тенденции американской культуры к переосмыслению своего места в мировом сообществе. Мишель и Дункан Барретт комментируют «упадок веры в рационализм, преследующий Глубокий космос 9» в своей книге «Звёздный путь: Человеческий рубеж».
Напротив, Роберт Джуэтт и Джон Шелтон Лоуренс, авторы «Мифа об американском супергерое», утверждают, что сюжетные линии Войны Доминиона в сериале «Глубокий космос 9» продолжают изображение «гуманистического милитаризма» в «Звёздном пути», поскольку этот конфликт оправдан ради человечества. Критике подвергается сопутствующий товар Paramount, в частности слоган компьютерной игры «Глубокий космос девять: Война Доминиона», который, как считается, подчеркивает боевой элемент за счёт других тем.
В то время как телекомментаторы и фанаты отмечали ассоциации с югославскими войнами 1990-х годов, некоторые ученые отмечали параллели между изображением войны Доминиона и другими историческими конфликтами. Мишель и Дункан Барретт определяют ряд тем, связанных с Первой мировой войной в «Звёздном пути», особенно «в мрачных и дорогостоящих союзах и бесконечных списках потерь, которые характеризуют затяжную войну Доминиона в DS9».